# Polynomická rovnice
V matematice je algebraická rovnice nebo polynomická rovnice, rovnice ve formě
{\displaystyle P(x)=Q(x)}
nebo, s ohledem na to, že rozdíl polynomů je stále polynom, můžeme ekvivalentně uvažovat jen
{\displaystyle P(x)=0},
kde P a Q jsou polynomy s koeficienty v některém oboru, často v oboru racionálních čísel. Pro většinu autorů je algebraická rovnice je jednoproměnná, což značí, že obsahuje jen jednu proměnnou. Na druhou stranu polynomická rovnice může obsahovat několik proměnných a pak se nazývá víceproměnná.
Například,
{\displaystyle x^{5}-3x+1}
je algebraická rovnice s celočíselnými koeficienty a
{\displaystyle y^{4}+{\frac {xy}{2}}={\frac {x^{3}}{3}}-xy^{2}+y^{2}-{\frac {1}{7}}}
je polynomická rovnice nad oborem racionálních čísel.
Studium algebraických rovnic je staré pravděpodobně jako matematika: babylonští matematici již 2000 let př. n. l. uměli řešit určitý druh kvadratických rovnic (zobrazených na starých babylonských hliněných tabulkách).
Algebraické rovnice jsou základem mnoha oborů moderní matematiky: Algebraická teorie čísel je studium jednoproměnných algebraických rovnic nad oborem racionálních čísel.